# Detranzycja
Detranzycja – proces zatrzymania lub odwracania tranzycji płciowej. Rozumiana jest jako zaprzestanie terapii korekty płci i próba cofnięcia zmian, jakie zaszły w jej wyniku. Nakierowana jest na przywrócenie cech płciowych zgodnych z płcią przypisaną przy narodzinach. Niektóre osoby przechodzą detranzycję tymczasowo, a inne permanentnie. Detranzycja nie jest tożsama z odczuwaniem żalu z powodu tranzycji. Decyzja o zaprzestaniu procesu tranzycji może być podjęta ze względu na zmianę tożsamości płciowej lub inne powody, takie jak obawy dotyczące zdrowia, presja społeczna, dyskryminacja, stygmatyzacja, przekonania polityczne lub religijne. 
Szacunkowa częstość występowania detranzycji różni się w zależności od definicji i metodologii, a szacunki wahają się od 1% do 8%. Chociaż niektóre badania podają częstość występowania na poziomie 8%, obejmuje to 3% ankietowanych, którzy w momencie badania przeszli detranzycję oraz 5% badanych, którzy zrobili to tymczasowo w przeszłości. Badania podające wyjątkowo niską lub wysoką częstotliwość występowania zawierają różnego rodzaju ograniczenia i błędy metodologiczne. 
Badań formalnych nad detranzycją jest niewiele, budzą kontrowersje polityczne i charakteryzują zjawisko w sposób niespójny. Zainteresowanie tym zjawiskiem jest przedmiotem licznych sporów, a niektórzy naukowcy twierdzą, że temat ten podlega cenzurze. Niektórzy dawni detranzycjonerzy żałują detranzycji oraz decydują się później na ponowną tranzycję. Niektóre organizacje mające powiązania z terapią konwersyjną wykorzystywały narracje o detranzycji do propagowania transfobicznej retoryki i przepisów prawnych. 

## Terminologia
Tranzycja płciowa, zwana często po prostu tranzycją, to proces, w którym osoba transpłciowa zmienia swoją ekspresję płciową lub cechy płciowe, aby były one zgodne z jej wewnętrznym poczuciem własnej tożsamości płciowej. Proces tranzycji różni się w zależności od osoby, ale zwykle obejmuje zmiany społeczne (takie jak ubiór, używane imię i zaimki), zmiany prawne (takie jak zmiana oficjalnego imienia i płci prawnej) oraz zmiany medyczne/fizyczne (takie jak hormonalna terapia zastępcza i operacja afirmująca płeć).
Detranzycja to proces zatrzymania lub odwrócenia tranzycji płciowej. Podobnie jak tranzycja, detranzycja jest procesem, a nie pojedynczym wydarzeniem, a metody detranzycji są różne i mogą obejmować społeczne, prawne i fizyczne zmiany w ekspresji płciowej, tożsamości społecznej i dokumentach tożsamości. Osoby, które podejmują się detranzycji, są określane jako detranzycjonerzy.
Detranzycja jest czasami powiązana z poczuciem żalu z powodu tranzycji (ang. transition regret), ale poczucie żalu i detranzycja nie zawsze współwystępują ze sobą. Ze względu na to powiazanie, detranzycja zaczęła być kojarzona z działaniami mającymi na celu ograniczenie dostępu do usług medycznych związanych z tranzycją osobom transpłciowym.
Pojęcie ang. desistance (dosłownie zaniechanie) stosuje się zwykle w kontekście porzucenia tożsamości transpłciowej lub ustania dysforii płciowej, w szczególności przed jakąkolwiek interwencją medyczną. Pojęcie jest krytykowane i uważane za słabo zdefiniowane w literaturze naukowej.

## Częstość występowania
Przeprowadzono niewiele formalnych badań nad detranzycją, o wątpliwej wiarygodności i budzących polityczne kontrowersje. Dane szacunkowe dotyczące częstości występowania detranzycji i rezygnacji z tranzycji są bardzo zróżnicowane, z istotnymi różnicami w terminologii i metodologii. Detranzycja jest zjawiskiem częstszym na wcześniejszych etapach tranzycji, szczególnie przed operacjami.
Nie wiadomo z całą pewnością, jaka część osób transpłciowych rezygnuje z tranzycji. Badania, które podają niskie szacunki (w tym) zostały skrytykowane za ich „poważne ograniczenia”, takie jak krótki okres obserwacji, wysokie lub niesprecyzowane wskaźniki utraty kontaktu z pacjentem, poleganie na osobach powracających do klinik opieki specjalistycznej zgłaszających żal z powodu tranzycji lub szukających procedur odwrócenia (badanie 100 osób, które przeszły detranzycję wykazało, że tylko 24% respondentów poinformowało swoich lekarzy, że przeszli detranzycję), pomyłki, brak powtarzalności, a także inne kwestie. Badania sugerujące wyższe wskaźniki detranzycji mają jednak także pewne wady, co oznacza, że wskaźniki detranzycji mogą być zaniżane jak i zawyżane.
Podczas zaprezentowanej w 2019 r. sesji plakatowej przeanalizowano dane 3398 pacjentów, którzy zgłosili się do brytyjskiej kliniki tożsamości płciowej w okresie od sierpnia 2016 roku do sierpnia 2017 roku. Davies i jego zespół wyszukiwali raporty zawierające słowa kluczowe związane z poczuciem żalu lub detranzycją. Zidentyfikowali 16 osób (0,47%), które zgłosiły poczucie żalu lub dokonały detranzycji. Spośród tych szesnastu osób, 3 z nich (0,09%) dokonały trwałej detranzycji. Z kolei 10 osób (0,29%) dokonało tymczasowej detranzycji, aby później dokonać ponownej tranzycji. Badanie kliniczne z 2019 r. wykazało, że 9,4% pacjentów z dysforią płciową ujawniającą się w wieku nastoletnim albo porzuciło chęć podjęcia interwencji medycznych, albo przestało odczuwać, że ich tożsamość płciowa jest niezgodna z płcią przypisaną im przy urodzeniu w przeciągu osiemnastu miesięcy. Badanie z roku 2021, w którym przeanalizowano akta medyczne 175 dorosłych osób wypisanych z brytyjskiej kliniki tożsamości płciowej między wrześniem 2017 r. a sierpniem 2018 r., wykazało, że 12 (6,9%) z nich spełniało określone przez badaczy kryteria detranzycji, tj. powróciło do życia zgodnie z płcią im przypisaną. U sześciu osób stwierdzono doświadczenia, które częściowo pokrywały się z doświadczeniami osób dokonujących detranzycji, ale nie zostały one uwzględnione ze względu na wykazywanie „dezorientacji związanej z tożsamością płciową” podczas leczenia.
Osoby, które przeszły operacje korekty płci mają bardzo niski wskaźnik detranzycji lub poczucia żalu z powodu tranzycji. Holenderskie badanie z 2005 roku objęło 162 dorosłych, którzy przeszli operację korekty płci, spośród których 126 uczestniczyło w ocenach kontrolnych po upływie od jednego do czterech lat po operacji. Podczas kontroli dwie osoby wyraziły żal, a tylko jedna z nich stwierdziła, że nie przeszłaby ponownie tranzycji, gdyby miała taką możliwość. Pozostałe 124 ze 126 osób (98%) nie wyraziło żalu z powodu tranzycji. Przeprowadzona w 2021 roku metaanaliza obejmująca 27 badań wykazała, że „występowanie poczucia żalu u pacjentów transpłciowych po [operacji korekty płci] jest niezwykle rzadkie”. W badaniu ze stycznia 2023 r. z udziałem 1989 osób, które przeszły operację korekty płci, 6 osób (0,3%) domagało się odwrócenia operacji lub przeszło detranzycję. 
Badania dotyczące detranzycji lub żalu po tranzycji w poszczególnych grupach wykazały różny średni czas do ich wystąpienia: badanie z 2018 r. wykazało średnio 10 lat i 10 miesięcy do pojawienia się żalu (ale niekoniecznie detranzycji) od rozpoczęcia terapii hormonalnej, a badanie z 2014 r. przeprowadzone na tych, którzy przeszli operację, wykazało medianę opóźnienia wynoszącą 8 lat przed złożeniem wniosku o unieważnienie prawnej zmiany płci.
Model świadomej zgody i afirmacja samodiagnozy (dwa nowsze, ale coraz częściej stosowane modele opieki zdrowotnej nad osobami transpłciowymi) zostały skrytykowane za to, że nie spełniają potrzeb osób, które ostatecznie dokonują detranzycji.
Krytykowano pomijanie powodów, dla których dana osoba może porzucić swoją dotychczasową tożsamość płciową poza byciem cispłciowym. Przykładowo, deklaracja tożsamości cispłciowej może być postrzegana jako słuszna i unieważniająca wcześniej deklarowaną tożsamość transpłciową; natomiast deklaracja tożsamości transpłciowej może być postrzegana jako tak samo słuszna tylko wtedy, gdy jest utrzymywana przez całe życie. Jednostka może wypierać swoją tożsamość lub uświadomić ją sobie w dowolnym momencie życia z różnych powodów; tożsamość płciowa niektórych osób jest płynna lub może się zmieniać przez całe życie. Niektóre osoby, których tożsamość jest niebinarna, są skutecznie pomijane ze względu na przyjęte w badaniu założenie o binarności płci.

### Przyczyny
Przyczyny detranzycji są różnorodne i mogą obejmować problemy zdrowotne, odkrycie, że tranzycja nie złagodziła dysforii płciowej, negatywne nastawienie środowiska społecznego i problemy finansowe.
National Center for Transgender Equality przeprowadziło ankietę, w której zebrano odpowiedzi od osób, które w momencie przeprowadzania ankiety identyfikowały się jako transpłciowe. Wyniki opublikowane w 2015 U.S. Transgender Survey wykazały, że 8% respondentów zgłosiło, że kiedykolwiek przeszło detranzycję; spośród tej grupy 62% zgłosiło przejście ponownej tranzycji i żyło jako płeć inna niż ta, która została im przypisana przy urodzeniu, w momencie przeprowadzania ankiety. Około 36% deklarowało detranzycję z powodu presji ze strony rodziców, 33% ponieważ „było to zbyt trudne”, 31% z powodu dyskryminacji, 29% z powodu trudności ze znalezieniem pracy, 26% z powodu presji ze strony członków rodziny, 18% z powodu presji ze strony współmałżonka i 17% z powodu presji ze strony pracodawcy.
W badaniu z 2021 roku przeprowadzonym na 2 242 osobach, które przeszły detranzycję i które nadal identyfikują się jako osoby transpłciowe lub odmienne płciowo, zdecydowana większość stwierdziła, że detranzycja była częściowo spowodowana czynnikami zewnętrznymi, takimi jak presja ze strony rodziny, napaść na tle seksualnym i nieakceptujące środowisko szkolne; innym często wymienianym czynnikiem było to, że „było to dla mnie po prostu zbyt trudne”. Wśród powodów detranzycji często wymieniane są bariery finansowe związane z tranzycją, odrzucenie społeczne podczas tranzycji, depresja lub myśli samobójcze związane z tranzycją oraz dyskomfort związany z cechami płciowymi rozwijającymi się podczas tranzycji. Wśród innych czynników znajdują się obawy o brak danych na temat długoterminowych skutków hormonalnej terapii zastępczej, obawy o utratę płodności, powikłania po operacji oraz zmiana tożsamości płciowej. Niektóre osoby decydują się na detranzycję tymczasowo, aby osiągnąć konkretny cel, taki jak posiadanie biologicznych dzieci, lub do czasu usunięcia barier utrudniających tranzycję. Starsze osoby transpłciowe mogą również zdecydować się na detranzycję z obawy o to, czy w dalszym życiu będą mogły otrzymać odpowiednią i pełną szacunku opiekę.
W 2011 roku przeprowadzono badania jakościowe porównujące ze sobą dzieci, które zrezygnowały z transpłciowej tożsamości (ang. desisters) z dziećmi, u których dysforia płciowa się utrzymywała(ang. persisters). W badaniu tym wykazano, że podczas gdy u osób z utrzymującą się dysforią wiązała się ona przede wszystkim z niedopasowaniem swojego ciała do tożsamości, u osób porzucających transpłciową tożsamość dysforia była najczęściej, przynajmniej retrospektywnie, związana z pragnieniem wypełniania roli przeciwnej płci.

## Przymusowa detranzycja

### Przymusowa detranzycja nieletnich
W 2021 r. władze ustawodawcze w 22 stanach w USA wprowadziły ustawy, które kryminalizowałyby dostęp do terapii affirmującej płeć (ang. gender-affirming care) dla transpłciowych osób nieletnich, przymusowo detranzycjonując tych, którzy nie są w stanie lub nie chcą opuścić danego stanu. Do końca lutego 2022 r. liczba tych ustaw wzrosła do 29. Zwolennicy tych ustaw często powołują się na obawy związane z detranzycją i twierdzą, że chcą chronić dzieci. Dowody naukowe sugerują tymczasem, że ustawy te wyrządzą szkodę transpłciowym dzieciom, ponieważ opieka potwierdzająca płeć jest często konieczna, a dostęp do niej konsekwentnie wykazuje pozytywny wpływ na samopoczucie psychiczne.
Większość stowarzyszeń medycznych zgadza się, że zapewnienie dostępu do terapii afirmującej płeć jest konieczne. Amerykańskie Towarzystwo Medyczne, Amerykańska Akademia Pediatryczna i Amerykańskie Towarzystwo Psychologiczne wypowiedziały się przeciwko ustawom i broniły prawa nieletnich do tranzycji.

### Przymusowa detranzycja dorosłych
Wielu ustawodawców republikańskich w Stanach Zjednoczonych coraz częściej przedstawia projekty ustaw, które ograniczałyby opiekę afirmującą płeć dla dorosłych lub utrudniałyby dostęp do takich terapii. Jednak żadnemu ze stanów nie udało się całkowicie zakazać opieki afirmującej płeć dla dorosłych w podobnym zakresie, co w przypadku nieletnich. Próby ograniczania dostępu osób dorosłych do opieki zdrowotnej bazują w znacznej części na twierdzeniach organizacji określających się jako „gender critical”, takich jak Genspect, sugerujących, że młodych osób nie należy uważać za dorosłe przed osiągnięciem 25. roku życia.
2 lipca 2022 gubernator Florydy Ron DeSantis ogłosił plan wycofania objęcia tranzycji ubezpieczeniem zdrowotnym, czyniąc Florydę pierwszym stanem biorącym na celownik opiekę medyczną dla dorosłych osób transpłciowych i pozbawiającym jej ok. 9000 osób.
W Missouri w 2022 roku ustawodawcy rozważali rozszerzenie zakazu opieki zdrowotnej związanej z tranzycją młodzieży na osoby dorosłe poniżej 25. roku życia. Projekt ustawy został odrzucony.
W Oklahomie w 2023 roku „akt Millstone” miał zakazać otrzymywania opieki medycznej afirmującej płeć osobom do 25. roku życia, i zabronić objęcia ubezpieczeniem zdrowotnym procedur medycznych związanych z tranzycją do 26. roku życia. Ustawa ostatecznie nie została przyjęta.
12 marca 2023 r. saudyjska trans kobieta o imieniu Eden Knight zmarła w wyniku samobójstwa po przymusowej detranzycji. Knight napisała w liście pożegnalnym, że jej rodzice wynajęli amerykańską prywatną firmę wywiadowczą i saudyjskiego prawnika, aby zmienić jej miejsce zamieszkania oraz przeprowadzić jej przymusową społeczną i medyczną detranzycję. Po tym, jak stała się zależna od prawnika w kwestii jedzenia i schronienia oraz obawiając się, że zgłosi ją do amerykańskich władz imigracyjnych, Knight napisała, że wróciła do swoich rodziców w Arabii Saudyjskiej. Potajemnie kontynuowała feminizującą terapię hormonalną, ale po dwukrotnym nakryciu jej na tym, zmarła w wyniku samobójstwa.
W styczniu 2024 r. kilku amerykańskich republikańskich ustawodawców wyraziło chęć całkowitego zakazania opieki zdrowotnej afirmującej płeć, mówiąc, że ich „ostatecznym celem” jest całkowity zakaz dla osób w każdym wieku.
W wielu więzieniach w USA, zarówno stanowych, jak i federalnych, transpłciowi więźniowie są często zmuszani do detranzycji.